# Systém Browning – FN
Systém Browning – FN oproti systému Browning-Colt funguje na principu snížení hlavně pomocí snižovacího háku pod nábojovou komorou. Po několika milimetrech společného pohybu závěru a hlavně dochází ke snížení zadní části hlavně záchytem snižovacího háku o rám pistole. Tím dochází i k rozpojení uzamykacích výstupů mezi horní částí hlavně a závěru pistole. Závěr se dále pohybuje sám do zadní úvrati. Dochází k výhozu prázdné nábojnice. Při opětovném pohybu do přední úvrati je nabit nový náboj ze zásobníku. Po té je pistole připravena k dalšímu výstřelu.